# Sporting Lissabon B
Sporting Clube de Portugal B är reservlaget för den portugisiska fotbollsklubben Sporting Lissabon, ett lag baserat i Lissabon. Reservlag i Portugal spelar i samma ligasystem som seniorlaget, snarare än i en reservlagsliga. De kan dock inte spela i samma division som deras seniorlag, så Sporting B är inte kvalificerad för avancemang till Primeira Liga och kunde inte spela i Taça de Portugal och Taça da Liga. Laget spelar på Estádio Aurélio Pereira i Academia Cristiano Ronaldo som har en kapacitet på 1 200 sittplatser.
Efter att ha etablerats 2000, fungerade Sporting Portugals B-lag fram till slutet av säsongen 2003–04 då det upplöstes. Laget grundades om under säsongen 2012–13, då en ny uppsättning regler gällande B-lag infördes i det portugisiska fotbollsligasystemet. Under den säsongen återstod fem B-lag och gick in i Segunda Liga. Under säsongen 2017–18 efter skapandet av ett under-23-mästerskap tillkännagav klubbpresidenten Bruno de Carvalho slutet på Sporting CP B.
President Frederico Varandas beslutade att återupprätta Sporting CP B 2019 och laget återupptog sin verksamhet i Campeonato de Portugal 2020–21. 2021 spelade Sporting CP B i Liga 3, en ny nivå i det portugisiska ligasystemet.

## Historia
Sporting CP hade ett B-lag som tävlade i den tredje nivån i det portugisiska fotbollsligasystemet från 2000 till 2004. Denna ursprungliga upprepning av Sporting CP B var den första klubben i seniorkarriären för fotbollslegenden Cristiano Ronaldo, där han debuterade i en 2–1 bortaförlust mot Sport Clube Lusitânia den 1 september 2002, på Azorerna.
I slutet av maj 2012 tillkännagavs det officiellt att sex Primeira Liga-klubbars B-lag skulle tävla i Segunda Liga 2012–13 inklusive Sportings B-lag. Detta skulle öka antalet lag i ligan från 16 till 22 samt öka antalet matcher som behövs för att spela under en säsong från 30 matcher till 42 matcher. Sporting B:s första säsongsback slutade med en bästa fjärdeplats någonsin, under tränarna Oceano och senare José Dominguez.
Efter tillkännagivandet av skapandet av ett U23-mästerskap i februari 2018 tillkännagav klubbpresidenten Bruno de Carvalho slutet på Sporting CP B.
Efter avskedandet av Carvalho i augusti 2018, återkallade Sousa Cintra den förstnämndes beslut och prenumererade reservlaget på den nya säsongen i Campeonato de Portugal (Portugisisk fotbolls tredje nivå), men han gav senare upp, med Santa Iria som ersatte Sporting CP B.
2019 beslutade president Frederico Varandas att återupprätta Sporting CP B för nästa års Campeonato de Portugal.
2021 spelade Sporting CP B i Liga 3, en ny nivå i det portugisiska ligasystemet, med början säsongen 2021–22.

## Ledarhistoria
- Vítor Damas (2000–2001)
- Jean Paul Castro (2001–2002)
- Luís Alegria (2002–2003)
- Jean Paul Castro (2003–2004)
- Oceano da Cruz (juli 2012 – okt 2012)
- José Dominguez (okt 2012 – juni 2013)
- Abel Ferreira (juli 2013 – juli 2014)
- Francisco Barão (juli 2014 – okt 2014)
- João de Deus (okt 2014– 2017)
- Filipe Celikkaya (juli 2020– )